# ジャスティン・カーク
ジャスティン・カーク（Justin Kirk、1969年5月28日 - ） はアメリカ合衆国の俳優。

## 略歴
オレゴン州セイラムで生まれ、ワシントン州で育つ。高校卒業後にニューヨークに引っ越し、2年間演技を学ぶ。その後、ブロードウェイやオフ・ブロードウェイの舞台に出演するようになり、オビー賞などを受賞。

## 主な出演作品

### 映画
- NYカンタービレ Puccini For Beginners （2006年）
- 約束のハドソン川 Against the Current （2009年）
- スーパーポルノスター エレクトラ あなたのお悩み解決します! Elektra Luxx （2010年）
- 恋愛の処方箋 See You in September （2010年）
- ザ・プレゼンス The Presence （2010年）
- ゴーストバスターズ Ghostbusters （2016年）
- モリーズ・ゲーム Molly's Game （2017年）
- バイス Vice （2018年）

### テレビ
- ジャック&ジル Jack & Jill （1999年 - 2001年）
- LAW & ORDER:性犯罪特捜班 Law & Order: Special Victims Unit （2001年）
- エンジェルス・イン・アメリカ Angels in America （2003年）
- CSI:科学捜査班 CSI: Crime Scene Investigation （2005年）
- WITHOUT A TRACE/FBI 失踪者を追え! Without a Trace （2005年）
- Weeds 〜ママの秘密 Weeds （2005年 - 2009年）
- エバーウッド 遥かなるコロラド Everwood （2006年）
- モダン・ファミリー Modern Family （2010年 - 2015年）
- THE BLACKLIST/ブラックリスト The Blacklist （2013年）
- タイラント -独裁国家- Tyrant （2014年）
- ウェイワード・パインズ 出口のない街 Wayward Pines （2015年）
- APB ハイテク捜査網 APB (TV series) （2016年 - 2017年）
- Kidding  （2018年 - 2020年）
- ペリー・メイスン Perry Mason （2020年-2023年）
- サクセッション Succession (2021-2023年)